# Corneliu Bălan
Corneliu Bălan (n. 22 aprilie 1939) este un fost deputat român în legislatura 1992-1996, ales în județul Bacău pe listele partidului PUNR. Corneliu Bălan este de profesie inginer petrolist.  